# Gennaro I Carafa Cantelmo Stuart, VII principe di Roccella
Gennaro I Carafa Cantelmo Stuart, VII principe di Roccella (Napoli, 1º settembre 1715 – Napoli, 31 ottobre 1767), è stato un nobile, alchimista e massone italiano.

## Biografia
Nato a Napoli nel 1715, Gennaro era figlio di Vincenzo III Carafa, VI principe di Roccella, e di sua moglie Ippolita Cantelmo Stuart, unica erede del suo casato dalla quale in seguito ereditò anche il secondo e il terzo cognome.
Sin dalla giovane età iniziò ad interessarsi all'alchimia ed all'ermetismo, aderendo in seguito al cenacolo del principe Raimondo di Sangro a Napoli, il quale fu probabilmente il primo ad iniziarlo anche alla massoneria secondo il Rito Egizio Tradizionale. Entrò infatti poco dopo nella Rosa d'Ordine Magno e fu tra gli estensori di un Corpus Ermeticum assieme a Marc Bédarride ed allo stesso principe di Sangro per la costruzione della cosiddetta Tegolatura Suprema Scala di Napoli". Passò successivamente alla Loggia della Perfetta Unione di Napoli della quale il principe di San Severo era gran maestro ed al quale succedette poco dopo proprio al principe di Sangro. Questi, intenzionato a favorire le aspirazioni del suo pupillo, gli concesse di aprire una propria loggia di cui egli ne divenne fondatore e primo Gran maestro.

## Discendenza
Il 22 aprile 1738 si sposò a Napoli con la principessa Silvia Ruffo di Motta San Giovanni (1711-1740), dalla quale ebbe un figlio:
- Vincenzo IV Carafa Cantelmo Stuart, VIII principe di Roccella (1739-1814), il 13 dicembre 1760 sposò Livia Doria

Alla morte della prima moglie, si risposò il 3 luglio 1747 a Napoli con Teresa Carafa, duchessa di Forli e contessa di Policastro (1731-1804), dalla quale ebbe tre figli:
- Gerardo, duca di Forli (1748-1814), sposò il 17 giugno 1770 a Napoli la duchessa Maddalena Serra di Cassano
- Giulia (1755-1841), sposò Luigi Serra di Cassano, IV duca di Cassano
- Maria Antonia (1763-1823), sposò il 2 giugno 1779 a Napoli il nobile Carlo II di Tocco Cantelmo Stuart, principe di Montemiletto

## Ascendenza
|                                                            |                                     |                                                               | Genitori                                                       |  |  | Nonni |  |  | Bisnonni                               |  |  | Trisnonni         |  |
|                                                            |                                     |                                                               |                                                                |  |  |       |  |  | Vincenzo II Carafa, I duca di Bruzzano |  |  | Fabrizio I Carafa |  |
|                                                            |                                     |                                                               |                                                                |  |  |       |  |  | Vincenzo II Carafa, I duca di Bruzzano |  |  | Fabrizio I Carafa |  |
|                                                            |                                     | Giulia Tagliavia d'Aragona                                    |                                                                |  |  |       |  |  | Vincenzo II Carafa, I duca di Bruzzano |  |  |                   |  |
| Giuseppe Carafa, II duca di Bruzzano                       |                                     |                                                               |                                                                |  |  |       |  |  | Vincenzo II Carafa, I duca di Bruzzano |  |  |                   |  |
|                                                            |                                     | Ippolita Staiti d'Aragona, III marchesa di Brancaleone        | Federico Staiti d'Aragona, I marchese di Brancaleone           |  |  |       |  |  |                                        |  |  |                   |  |
|                                                            |                                     | Ippolita Staiti d'Aragona, III marchesa di Brancaleone        | Federico Staiti d'Aragona, I marchese di Brancaleone           |  |  |       |  |  |                                        |  |  |                   |  |
|                                                            |                                     | Ippolita Staiti d'Aragona, III marchesa di Brancaleone        | Paola Villadicani                                              |  |  |       |  |  |                                        |  |  |                   |  |
| Vincenzo III Carafa, VI principe di Roccella               |                                     | Ippolita Staiti d'Aragona, III marchesa di Brancaleone        |                                                                |  |  |       |  |  |                                        |  |  |                   |  |
|                                                            |                                     | Paolo III di Sangro, IV principe di Sansevero                 | Giovanni Francesco II di Sangro, III principe di Sansevero     |  |  |       |  |  |                                        |  |  |                   |  |
|                                                            |                                     | Paolo III di Sangro, IV principe di Sansevero                 | Giovanni Francesco II di Sangro, III principe di Sansevero     |  |  |       |  |  |                                        |  |  |                   |  |
|                                                            |                                     | Paolo III di Sangro, IV principe di Sansevero                 | Isabella Frangipani della Tolfa                                |  |  |       |  |  |                                        |  |  |                   |  |
| Antonia Di Sangro                                          |                                     | Paolo III di Sangro, IV principe di Sansevero                 |                                                                |  |  |       |  |  |                                        |  |  |                   |  |
|                                                            |                                     | Giulia Vittoria Gaetani dell'Aquila d'Aragona                 | Francesco Gaetani dell'Aquila d'Aragona, II duca di Laurenzana |  |  |       |  |  |                                        |  |  |                   |  |
|                                                            |                                     | Giulia Vittoria Gaetani dell'Aquila d'Aragona                 | Francesco Gaetani dell'Aquila d'Aragona, II duca di Laurenzana |  |  |       |  |  |                                        |  |  |                   |  |
|                                                            |                                     | Giulia Vittoria Gaetani dell'Aquila d'Aragona                 | Diana Di Capua                                                 |  |  |       |  |  |                                        |  |  |                   |  |
| Gennaro I Carafa Cantelmo Stuart, VII principe di Roccella |                                     | Giulia Vittoria Gaetani dell'Aquila d'Aragona                 |                                                                |  |  |       |  |  |                                        |  |  |                   |  |
|                                                            | Fabrizio Cantelmo, V duca di Popoli | Giuseppe Cantelmo, IV duca di Popoli                          |                                                                |  |  |       |  |  |                                        |  |  |                   |  |
|                                                            | Fabrizio Cantelmo, V duca di Popoli | Giuseppe Cantelmo, IV duca di Popoli                          |                                                                |  |  |       |  |  |                                        |  |  |                   |  |
|                                                            | Fabrizio Cantelmo, V duca di Popoli | Camilla Gaetani dell’Aquila d’Aragona                         |                                                                |  |  |       |  |  |                                        |  |  |                   |  |
| Giuseppe Cantelmo Stuart, I principe di Pettorano          | Fabrizio Cantelmo, V duca di Popoli |                                                               |                                                                |  |  |       |  |  |                                        |  |  |                   |  |
|                                                            |                                     | Beatrice Brancia, II duchessa di Belvedere                    | Francesco Brancia                                              |  |  |       |  |  |                                        |  |  |                   |  |
|                                                            |                                     | Beatrice Brancia, II duchessa di Belvedere                    | Francesco Brancia                                              |  |  |       |  |  |                                        |  |  |                   |  |
|                                                            |                                     | Beatrice Brancia, II duchessa di Belvedere                    | Ippolita Carbone di Paduli                                     |  |  |       |  |  |                                        |  |  |                   |  |
| Ippolita Cantelmo Stuart                                   |                                     | Beatrice Brancia, II duchessa di Belvedere                    |                                                                |  |  |       |  |  |                                        |  |  |                   |  |
|                                                            |                                     | Alfonso Caetani Dell'Aquila d'Aragona, III duca di Laurenzana | Francesco Caetani Dell'Aquila d'Aragona, II duca di Laurenzana |  |  |       |  |  |                                        |  |  |                   |  |
|                                                            |                                     | Alfonso Caetani Dell'Aquila d'Aragona, III duca di Laurenzana | Francesco Caetani Dell'Aquila d'Aragona, II duca di Laurenzana |  |  |       |  |  |                                        |  |  |                   |  |
|                                                            |                                     | Alfonso Caetani Dell'Aquila d'Aragona, III duca di Laurenzana | Diana Di Capua                                                 |  |  |       |  |  |                                        |  |  |                   |  |
| Diana Caetani Dell'Aquila d'Aragona                        |                                     | Alfonso Caetani Dell'Aquila d'Aragona, III duca di Laurenzana |                                                                |  |  |       |  |  |                                        |  |  |                   |  |
|                                                            |                                     | Ippolita Carafa di Andria                                     | Antonio Carafa, III duca di Andria                             |  |  |       |  |  |                                        |  |  |                   |  |
|                                                            |                                     | Ippolita Carafa di Andria                                     | Antonio Carafa, III duca di Andria                             |  |  |       |  |  |                                        |  |  |                   |  |
|                                                            |                                     | Ippolita Carafa di Andria                                     | Francesca di Lannoy, V duchessa di Boiano                      |  |  |       |  |  |                                        |  |  |                   |  |
|                                                            |                                     | Ippolita Carafa di Andria                                     |                                                                |  |  |       |  |  |                                        |  |  |                   |  |